# Delasnieve Daspet
Delasnieve Miranda Daspet de Souza (Porto Murtinho, 12 de setembro de 1950) é advogada, poetisa brasileira. É ativista das causas da Paz, sociais, humanas, ambientais e culturais.

## Atividade profissional
Delasnieve Daspet exerce a profissão de advogada em Campo Grande, participando ativamente das seguintes comissões:
- Comissão de Direitos Humanos da OAB/MS (presidente);
- Conselheira Estadual de Cultura/MS;
- Conselheira Municipal de Cultura Campo Grande/MS;
- Conselheira Estadual de Assistência Social/MS;
- Conselheira Municipal de Assistência Social Campo Grande/MS;
- Conselheira Estadual de Direitos Humanos;
- Secretaria Executiva do Forum de Cultura de Mato Grosso do Sul;
- Comissão de Assistência e Prerrogativa dos Advogados da OAB/MS (ex-presidente);
- Comissão Julgadora e Membro Honorário do Projeto zaP Literatura, (concursos literários nas Penitenciárias Femininas).

É ainda Embaixadora Universal da Paz para o Brasil.

## Atividade literária
Tem participação ativa nas seguintes entidades literárias:
- Sociedade Partenon Literário;
- Poetas del Mundo (Chile) - embaixadora para o Brasil;
- Sub-Secretaria para as Américas de Poetas del Mundo;
- Federação das Academias de Letras e Artes de Mato Grosso do Sul;
- Academia Pan-Americana de Letras e Artes;
- Conselho Estadual de Cultura de Mato Grosso do Sul (Presidente no biênio 2013/2015).

Teve, ainda, trabalhos literários premiados pela UNESCO e publicados em Francês, Inglês e Espanhol.

## Prêmios recebidos
- MEDAILLE D’ARGENT - da Societé Académique des Arts, Sciences et Lettres de Paris, França.[3]
- Unesco Prizes World Poetry.[2]
- Cidadã da Terra, pelo World Philosophical Forum.[2]

## Livros publicados

### Solo
- Por um minuto ou para sempre... (poesia) Espaço do Autor – SP – 2004;[4]
- Em preto e Branco (poemas e crônicas) Gibim Gráfica e Editora – MS – 2007;
- 10 Rostos da poesia Lusófona – H.P.Comunicação – RJ – 2007;
- 10 Rostos da poesia Lusófona – All Print – SP - 2008;
- Pazeando (poesia) Gibim Gráfica e Editora – MS – 2008;
- De Liberté em Liberte (poesia) bilíngüe frances-portugues – Institut Culturel de Solenzara – 2008 –lançado em Paris, França – na Academie Française de Arts, Sciencies e Lettres – 1ª edição;
- De Liberte em Liberte – bilíngüe – Yvelineédition – 2010 –lançado em Paris, França – 2ª edição - no 30º Salão do Livro em Paris – França;
- Von Freiheit zu Freiheit (poesia) alemão – Institut Culturel de Solenzara – 2010 –lançado em Paris, França – 1ª edição;
- Cantares - Life Editora - MS - 2011.

### Livros que organizou
- Tertúlia na primavera;
- Tertúlia na Era de Aquário;
- Poetas del Mundo Volume I;
- Poetas del Mundo Volume II.

### Coletâneas
- Poesia só poesia;[4]
- Tempo de poesia;
- Seleção de poetas notívagos 2001;
- Nas Asas da Paz;
- Poesias do Brasil;
- Paternon Século XXI;
- Casa do Poeta Brasileiro em Salvador;
- Gigantes;
- Bento;
- Poesia em América;
- Poetas na Bienal do RJ;
- Primavera dos Ipès;
- 10 Rostos da Poesia Lusófona na Bienal do RJ;
- 10 Rostos da Poesia Lusófona na Bienal de SP;
- O Poeta Fala - 2;
- Casa do Poeta Rio-Grandense;
- REVIJUR;
- Conceição do Almeida.

### E-Books
- Luna&Amigos - Volume I; Volume II; Volume III; Volume IV; Voilume V, Volume VI;
- Coletâneas de Poesias de Natal;
- Delasnieve Daspet - Poesias;
- In Limine;
- Um Novo Amanhecer;
- Buque de Poesias;
- Estão Voltando as Flores;
- Antologia Arquitetura Literária;
- Participação Especial na Antologia Natal 2008 dos Poetas em Foco e Poetas Del Mundo, editada pela EUNANET.

### Várias apresentações
- Revolta dos Anjos - Diva Pavesi;
- Descaminhos - Zélia Balbino;
- Os Filhos da Enxurrada - Mário Feijó;
- Mulheres - Odila Lange.